# Un couple comme les autres
Pour plus de détails, voir Fiche technique et Distribution.
Un couple comme les autres est un téléfilm documentaire français réalisé par Gérard Chouchan et diffusé en 1966.

## Synopsis
Ce téléfilm narre l'histoire d'une femme dont le mari, écrivain célèbre, mystifie par la littérature et va jusqu'à influer sur la vision qu'en a son épouse, sa terre d'origine : l'Afrique. Gérard Chouchan aborde ici avec tact la problématique des préjugés raciaux.

## Fiche technique
- Titre : Un couple comme les autres
- Réalisation : Gérard Chouchan
- Scénario : Gérard Chouchan et Éliane Victor
- Montage : Andrée Davanture
- Production : Éliane Victor
- Société de production : ORTF
- Pays :  France
- Genre : Documentaire
- Durée : 61 minutes
- Dates de sortie : 
  - France : 9 août 1966